# اچ‌ام‌اس موتین (۱۷۹۷)
اچ‌ام‌اس موتین (۱۷۹۷) (به انگلیسی: HMS Mutine (1797)) یک کشتی است که طول آن ۱۰۴ فوت ۶ اینچ (۳۱٫۸۵ متر) می‌باشد. این کشتی در سال ۱۷۹۴ ساخته شد.